# Golema Tsrtsoriya
Golema Tsrtsoriya ou Golema Crcorija (en macédonien Голема Црцорија) est un village du nord-est de la Macédoine du Nord, situé dans la municipalité de Kriva Palanka. Le village comptait 85 habitants en 2002. Il se trouve dans le massif d'Osogovo.

## Démographie
Lors du recensement de 2002, le village comptait :
- Macédoniens : 85